# カリン塔
カリン塔（カリンとう）は、鳥山明原作の『ドラゴンボール』に登場する架空の塔。天界と下界を結ぶ役目を果たしている。
本項では仙猫のカリンについても記述する。

## 概要
地球の西エリアの聖地カリンに存在する、仙猫（猫の仙人）であるカリンが住んでいる塔。遥か天空まで続く長大な柱といった外観をしており、その表面には羽飾りを付けた人の横顔や動物の頭蓋骨、魚などが彫刻されている。とてつもなく高く、鳥山明は「成層圏まで届くくらい。いや、（レッドリボン軍編当時の）悟空が丸1日かかって登れるくらいの高さ」と答えている。所在地は、FFA44195SQ。
作中では「塔の頂上には神様が住んでおり、たどり着けたものは神様によって力を何倍にもすることができる」という類の伝説がある建物とされている。
悟空が最初に登った時には、およそ丸一日かかった。後にヤジロベーも悟空を抱えながら登り切った。悟空が登る以前は亀仙人以外で登り切れた者はおらず、ボラも若い頃に一度挑戦したが、失敗したと語っている。アニメ『ドラゴンボール』では桃白白もカリンとの修行を経た悟空との2度目の対戦の途中、自分も同じだけの強さを身に付けようと塔を走りながら登っている。後にピッコロ大魔王が倒されてから3年の間にクリリン、ヤムチャ、天津飯、餃子も登った。
塔はカリンが常時監視しているため、途中から登ると注意される。ただし、ヤジロベーが登ったときはボラの協力を得て途中まで投げてもらい、アニメでは餃子が疲れたからと飛んで登り、劇場版第8作『とびっきりの最強対最強』では孫悟飯がハイヤードラゴンに乗り途中から登ったことがある。劇場版第3作『摩訶不思議大冒険』で、悟空が桃白白のどどん波で吹き飛ばされ頂上まで来た際にも特例として認められている。
鳥山は作中で一番デザイン的に気に入っている建物としてカリン塔を挙げている。
名前の由来はかりんとう。

## 居住空間の様子
天辺には横長の楕円形をした2層に分かれた居住空間があり、下部の第1層は生活空間になっている。仙豆が栽培されており、仙豆以外の食料も備蓄されている。アニメにおいては、キッチン、一見洋服箪笥だが開けると水が流れている洗い場、風呂場、ベッドなどが存在した。外にある階段を上ると、広場になっている第2層がある。2層は中心に噴水が据えられており、その上に超聖水が置かれ、登ってきた者を試す修行の場としても使われる。この塔を登ってきた悟空にカリンは「これを飲めば力が上がる」という「超聖水」なる水を使って修行をつけた。かつては亀仙人も同じ方法で修行したことがある。ただし超聖水自体はただの水で、これを飲むことではなく、塔を昇り降りすることとカリンから超聖水を奪う修行を積むことで強くなる。また、超聖水のほかに「眠っていた潜在能力を引き出すが、劇薬」である水「超神水」のほか、アニメでは覗いた人物の過去・現在・未来が見える水も置いてある。アニメ『ドラゴンボール』第64話では、桃白白が内部の柱にどどん波を放った際、カリンが「その柱は天命石で造られた永久柱じゃ」と発言している。並みの柱なら指で突いただけで切断できる桃白白が、どどん波を2度同じ場所に放ってようやくわずかにひびが入るだけというほどに頑丈。
カリン塔の頂には如意棒を収める箇所があり、屋根の穴に如意棒を差し込むことでカリン塔上空にある神様の神殿へと行くことができる。如意棒は元々、神殿に登るために存在している。

## 仙猫カリン
声 - 永井一郎（無印、Z第26話 - 第169話、改）、龍田直樹（Z第241話、プレイディア『真サイヤ人絶滅計画』、ゲーム『ドラゴンボールZ』）、魚建（超）、西村知道（ゲーム『ドラゴンボールフュージョンズ』）
カリン塔の頂上に住む仙猫で、年齢は800歳以上。職業は神、趣味は下界を見下ろすこと、仙豆を育てること、嫌いなものはイヌ。武術を極め心を読める。武術の神と言われ、その存在も武道界では伝説化されていた。悟空などの登場人物からは「カリン様」と呼ばれている。戦闘力は190。あの世から派遣されてきた人材でもある。残像拳も使用可能。巨大な筋斗雲の持ち主であり、亀仙人や悟空に分け与えた。アニメでは悪人でも乗れる黒い色をした筋斗雲も持っており、桃白白がカリン塔に昇ってきた際、彼が自力で塔を降りることでこれ以上力をつけるのをよしとしなかったためにそれに乗せて地上へ帰らせている。仙豆を作れる唯一の人物であり、普段は仙豆を栽培している。神様いわく「いたずら者」で、仙人らしからぬおちゃめな一面も持ち合わせている。
アニメでは食事を取るシーンが存在し、魚を七輪で焼いて食べていたほか、クリリンが交際していた女性であるマロンにアゴをなでられデレデレする場面や、リンボーダンスに興じる場面もあった。劇中におけるカリン塔の名前は、このカリンが住んでいることに由来する。
桃白白に敗れた悟空に3日間という短期間ではあったが修行をつけ、大幅なパワーアップをさせた。ピッコロ大魔王編では飲むとパワーアップする「超神水」（ただし猛毒）も悟空に与えている。亀仙人も若い頃に3年間師事したことがある。悟空と同様の修業を行ったが寝込みを襲おうとズルい手を使ったらしく、寝込みを襲うのをやめた悟空に対し「亀仙人とは違う」と感心している。また、来訪者が神様との接見をするに値する人物かを見極める役目も兼ねている。ピッコロ大魔王を倒した後、ドラゴンボールを復活させるべく訪れた悟空に神の存在を話すが、その正体までは告げなかった。このことから上述のように神から「カリンのいたずら者め」と言われた。ピッコロ大魔王に敗れた悟空を連れてきた際にヤジロベーと顔を合わせ、以後は彼が住み着いたため付き合いは長い。
人造人間編では神と融合してパワーを得るためにピッコロが神殿へ向かうのを見て事情を察した様子で見送っていた。またセルゲームに備えて力をつけた悟空と久々に再会し、その力の一端を見せられ驚愕させられたが、「それでもセルの方が強い」と断じた。
アニメ『ドラゴンボール超』の未来世界では人造人間の襲撃によりギリギリ生きていたヤジロベーに最後の仙豆を与えて生き延びさせており、自身は死亡している。宇宙サバイバル編ではチーム対抗の武道大会「力の大会」に出場する亀仙人の熱意に応え自らの指導のもと、再び修行させた。
ゲーム『ドラゴンボールZ カカロット』では南の島によく生える植物「マタタビスーパー」に目がなく、これを渡されるとなんでも言うことを聞く。
モデルは鳥山が飼っていた猫「コゲ」で、『ドラゴンボール』単行本のおまけにしばしばこの猫に関するエピソードが載っている。体毛は原作でのカラー原稿では青や茶色だが、アニメでは白になっている。アニメでの初登場時はエンディングのクレジットで「猫仙人」と表記されている。
名前の由来について鳥山はカリン塔の主であることからと語っている。